# Slatina (Andrijevica)
Pour les articles homonymes, voir Slatina.
Slatina (en serbe cyrillique : Слатина) est un village du nord-est du Monténégro, dans la municipalité d'Andrijevica.

## Démographie

### Évolution historique de la population
| 1948 | 1953 | 1961 | 1971 | 1981 | 1991 | 2003 |
| ---- | ---- | ---- | ---- | ---- | ---- | ---- |
| 396  | 447  | 418  | 407  | 392  | 405  | 405  |